# Živinice
Živinice so mesto in središče istoimenske občine v Bosni in Hercegovini, južno od Tuzle.